# Pteraster uragensis
Pteraster uragensis is een zeester uit de familie Pterasteridae.
De wetenschappelijke naam van de soort werd in 1940 gepubliceerd door Ryoji Hayashi.